# Rudergesellschaft Wetzlar 1880
Die Rudergesellschaft Wetzlar 1880 ist ein Sportverein aus Wetzlar.

## Geschichte und Lage
Als Gründungstag der Rudergesellschaft gilt der 1. Juni 1880, als der Wetzlarer Ruderclub 1880 entstand. Ursprünglich durften nur Mitglieder aufgenommen werden, die ihr Geld nicht mit ihrer Hände Arbeit verdienten. Arbeiter und Handwerker gründeten später den Ruderverein von 1919. 1947 schlossen sich die beiden Vereine zur Rudergesellschaft Wetzlar zusammen.
Das Bootshaus der Rudergesellschaft befindet sich an der Lahn, dort sind auch Räume mit Geräten für das Krafttraining und das Ergometerrudern.

## Bekannte Sportler
Bis 2023 haben nach Vereinsangaben 26 Ruderinnen und Ruderer der Rudergesellschaft Wetzlar auch in der Nationalmannschaft gerudert. Darunter sind mit Jörg Siebert und Hans-Johann Färber zwei Olympiasieger, die ihre Goldmedaille als Vereinsangehörige erruderten. Lukas Müller war bei seinem Olympiasieg nicht mehr in Wetzlar.
- Mareike Adams: Die gebürtige Wetzlarerin nahm 2016 als Mitglied von ETuF Essen  an den Olympischen Spielen teil.
- Anne Anderson
- Volker Barth
- Udo Brecht: Bei Europameisterschaften gewann Brecht 1967 eine Bronzemedaille zusammen mit Hans-Johann Färber. Er nahm 1968 an den Olympischen Spielen in Mexiko-Stadt teil. 1970 wurde er Weltmeisterschaftsdritter.
- Elisa Carnetto war 2017 Dritte bei den Juniorenweltmeisterschaften
- Carsten Conrad: Juniorenweltmeister 1993 im Doppelvierer
- Nicole Faust war 1997 und 1998 Weltmeisterin im Leichtgewichts-Doppelvierer.
- Hans-Johann Färber war dreimal Olympiateilnehmer. 1972 in München gewann er Gold mit dem Bullenvierer, 1976 in Montreal erruderte er eine Bronzemedaille, zusammen mit Siegfried Fricke. 1970 war Färber erster Weltmeister des Vereins. 1974 und 1975 erhielt er Weltmeisterschaftsbronze.[6] Bei Europameisterschaften gewann Färber 1967 eine Bronzemedaille zusammen mit Udo Brecht. 1969 und 1971 wurde er mit dem Bullenvierer Europameister.
- Andreas Fischer: Deutscher Meister 1975 im Vierer mit Steuermann
- Siegfried Fricke: 1976 in Montreal erruderte er eine olympische Bronzemedaille, zusammen mit Hans-Johann Färber.
- Silke Günther wurde 2007 bei den Weltmeisterschaften Zweite im Vierer ohne Steuerfrau und bei den Europameisterschaften Zweite im Achter.
- Felix Heimann: Zweiter im Achter bei den Junioren-Weltmeisterschaften 1999
- Eberhard Kiehl
- Uwe Lieberwirth
- Petra Löhr: Elfte im Doppelzweier bei den Weltmeisterschaften 11979
- Mark Mauerwerk: Weltmeister 1989 als Dortmunder
- Jens Müller: Teilnehmer der Juniorenweltmeisterschaften 1980
- Lukas Müller: Gebürtig aus Wetzlar, wurde 2012 als Düsseldorfer Olympiasieger
- Christoph Pitzer: Juniorenweltmeister im Achter 1973, Deutscher Meister 1976
- Jan Pitzer: Mehrere Medaillen bei deutsche Meisterschaften
- Stefanie Primus: Fünfte im Leichtgewichts-Doppelvierer bei den Weltmeisterschaften 2003
- Ernst Rühl: Mehrfacher deutscher Meister im Leichtgeiwchts-Rudern
- Jörg Siebert war 1967 erster Europameister des Vereins.[7] 1968 in Xochimilco gewann er die olympische Goldmedaille mit dem Deutschland-Achter.
- Anuschka Stojanowitsch: Sechste im Vierer bei den Weltmeisterschaften 2002
- Andreas Wieler: 1999 Zweiter beim Nations-Cup, einem Vorläufer-Wettbewerb der U23-Weltmeisterschaften
- Michael Wieler: Der Leichtgewichts-Ruderer begann in Wetzlar, seine Weltmeisterschaftsmedaillen gewann er allerdings als Frankfurter.